# Rodez
Rodez (en occitano: Rodés), es una  comuna francesa, situada en el departamento de Aveyron y en la región de Occitania. Su gentilicio en idioma francés es Ruthénois (femenino: Ruthénoises), nombre que viene de los rutenos, pueblo galo que ocupaba el territorio.

## Historia

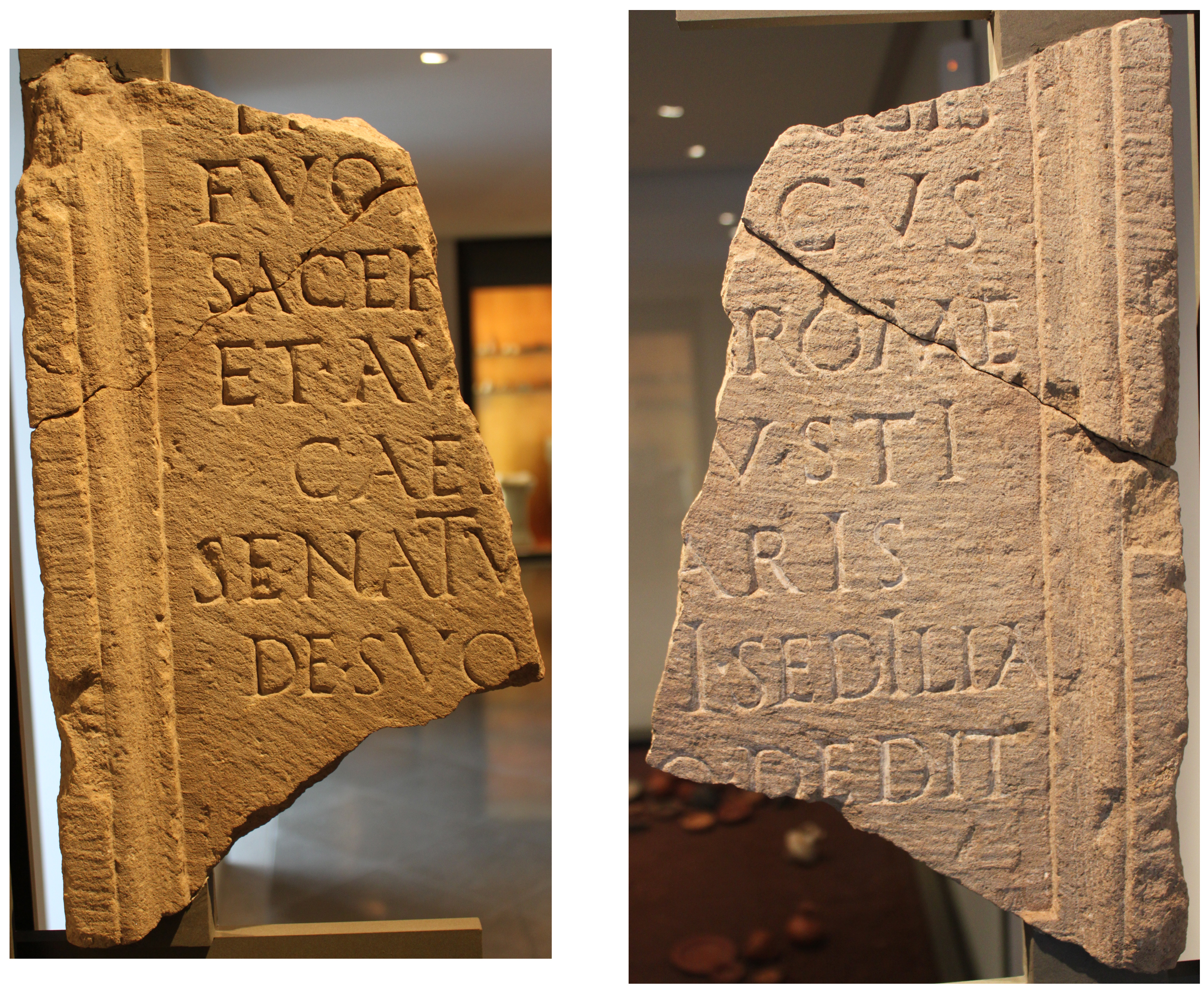
Inscripción latina de época romana encontrada en Rodez

El origen de Rodez se remonta al siglo V a. C., cuando un pueblo celta de Europa central, los ruteni, fundaron en el lugar un oppidum. Bajo la ocupación romana, la Segdunon gala (colina del fuerte) fue romanizada a Segodunum, aunque la presencia de sus fundadores galos hizo que en el Bajo Imperio se bautizase a la ciudad con el nombre latino de Civitas Rutenorum (Ciudad de los Ruteni), de donde deriva su nombre actual.
Durante la Edad Media la ciudad fue ocupada por visigodos y francos, por los duques de Aquitania y por los condes de Toulouse. En 725 fue tomada por los musulmanes, que derribaron la iglesia. Sin embargo el hecho que marcó la historia medieval de Rodez fue el enfrentamiento entre los obispos y los condes de Rodez, al extremo de que la ciudad llegó a estar dividida por una muralla, con administraciones diferentes para cada sector; el sector condal fue capital del Roergue. En 1443, el Delfín –futuro Luis XI– ocupó Rodez y sometió al Conde Juan IV. Debido a las rivalidades, el conjunto del periodo de los siglos XIII a XVI no fue próspero para Rodez.
El siglo XVI estuvo marcado por el obispado de François d’Estaing, que finalizó la construcción de la catedral, y la epidemia de peste que afectó a la ciudad. En 1589, el conde Enrique IV ligó el condado a la Corona. En los siglos XVII y XVIII, Rodez se transformó en una próspera plaza comercial.
Tras la Revolución francesa fue nombrada capital del departamento de Aveyron, desbancando a su rival Villefranche-de-Rouergue. El patrimonio religioso resultó dañado en parte. En 1798 se creó la Société Centrale d’Agriculture de l’Aveyron, con la intención de mejorar la situación de la agricultura local.

## Geografía
La comuna de Rodez se encuentra en la parte occidental del Macizo Central. El río Aveyron, junto con el arroyo Auterne (afluente del Aveyron), fluyen a través de la ciudad.
Rodez tiene una superficie de 11,18 km² y su altitud promedio es de 572 m; la altitud en el edificio del ayuntamiento es de 618 m.
Las grandes aglomeraciones más cercanas a Rodez son Albi y Toulouse. La ciudad está cerca de otras ciudades del Macizo Central, como Aurillac y Mende.
| Mapa de la comuna de Rodez |

La comuna de Rodez está rodeada por las comunas Onet-le-Château, Sainte-Radegonde, Le Monastère y Olemps.
| Noroeste: Onet-le-Château | Norte: Onet-le-Château | Nordeste: Onet-le-Château |
| Oeste: Olemps             |                        | Este: Sainte-Radegonde    |
| Suroeste: Olemps          | Sur: Le Monastère      | Sureste: Le Monastère     |

### Clima
El clima de Rodez, según la clasificación climática de Köppen, es Cfb - clima oceánico con veranos templados.
| Parámetros climáticos promedio de Rodez (normales 1991–2020, extremos 1972–presente) | Parámetros climáticos promedio de Rodez (normales 1991–2020, extremos 1972–presente) | Parámetros climáticos promedio de Rodez (normales 1991–2020, extremos 1972–presente) | Parámetros climáticos promedio de Rodez (normales 1991–2020, extremos 1972–presente) | Parámetros climáticos promedio de Rodez (normales 1991–2020, extremos 1972–presente) | Parámetros climáticos promedio de Rodez (normales 1991–2020, extremos 1972–presente) | Parámetros climáticos promedio de Rodez (normales 1991–2020, extremos 1972–presente) | Parámetros climáticos promedio de Rodez (normales 1991–2020, extremos 1972–presente) | Parámetros climáticos promedio de Rodez (normales 1991–2020, extremos 1972–presente) | Parámetros climáticos promedio de Rodez (normales 1991–2020, extremos 1972–presente) | Parámetros climáticos promedio de Rodez (normales 1991–2020, extremos 1972–presente) | Parámetros climáticos promedio de Rodez (normales 1991–2020, extremos 1972–presente) | Parámetros climáticos promedio de Rodez (normales 1991–2020, extremos 1972–presente) | Parámetros climáticos promedio de Rodez (normales 1991–2020, extremos 1972–presente) |
| Mes                                                                                  | Ene.                                                                                 | Feb.                                                                                 | Mar.                                                                                 | Abr.                                                                                 | May.                                                                                 | Jun.                                                                                 | Jul.                                                                                 | Ago.                                                                                 | Sep.                                                                                 | Oct.                                                                                 | Nov.                                                                                 | Dic.                                                                                 | Anual                                                                                |
| ------------------------------------------------------------------------------------ | ------------------------------------------------------------------------------------ | ------------------------------------------------------------------------------------ | ------------------------------------------------------------------------------------ | ------------------------------------------------------------------------------------ | ------------------------------------------------------------------------------------ | ------------------------------------------------------------------------------------ | ------------------------------------------------------------------------------------ | ------------------------------------------------------------------------------------ | ------------------------------------------------------------------------------------ | ------------------------------------------------------------------------------------ | ------------------------------------------------------------------------------------ | ------------------------------------------------------------------------------------ | ------------------------------------------------------------------------------------ |
| Temp. máx. abs. (°C)                                                                 | 18.9                                                                                 | 23.5                                                                                 | 25.0                                                                                 | 26.5                                                                                 | 33.1                                                                                 | 38.9                                                                                 | 38.8                                                                                 | 38.9                                                                                 | 34.4                                                                                 | 28.4                                                                                 | 25.8                                                                                 | 21.0                                                                                 | 38.9                                                                                 |
| Temp. máx. media (°C)                                                                | 7.1                                                                                  | 8.3                                                                                  | 12.1                                                                                 | 14.9                                                                                 | 18.9                                                                                 | 23.0                                                                                 | 25.7                                                                                 | 25.8                                                                                 | 21.3                                                                                 | 16.6                                                                                 | 10.9                                                                                 | 8.0                                                                                  | 16.1                                                                                 |
| Temp. media (°C)                                                                     | 3.4                                                                                  | 3.9                                                                                  | 7.1                                                                                  | 9.7                                                                                  | 13.4                                                                                 | 17.2                                                                                 | 19.5                                                                                 | 19.6                                                                                 | 15.6                                                                                 | 12.1                                                                                 | 7.1                                                                                  | 4.3                                                                                  | 11.1                                                                                 |
| Temp. mín. media (°C)                                                                | -0.2                                                                                 | -0.5                                                                                 | 2.1                                                                                  | 4.5                                                                                  | 8.0                                                                                  | 11.4                                                                                 | 13.4                                                                                 | 13.4                                                                                 | 9.9                                                                                  | 7.5                                                                                  | 3.2                                                                                  | 0.5                                                                                  | 6.1                                                                                  |
| Temp. mín. abs. (°C)                                                                 | -25.2                                                                                | -16.1                                                                                | -14.5                                                                                | -6.2                                                                                 | -2.7                                                                                 | 1.3                                                                                  | 3.0                                                                                  | 3.0                                                                                  | -2.0                                                                                 | -6.1                                                                                 | -11.5                                                                                | -13.2                                                                                | -25.2                                                                                |
| Precipitación total (mm)                                                             | 74.9                                                                                 | 54.1                                                                                 | 62.6                                                                                 | 84.3                                                                                 | 96.9                                                                                 | 64.2                                                                                 | 55.6                                                                                 | 59.9                                                                                 | 77.5                                                                                 | 75.8                                                                                 | 85.3                                                                                 | 78.0                                                                                 | 869.1                                                                                |
| Días de precipitaciones (≥ 1.0 mm)                                                   | 11.6                                                                                 | 9.2                                                                                  | 10.0                                                                                 | 10.5                                                                                 | 10.5                                                                                 | 7.8                                                                                  | 6.7                                                                                  | 7.6                                                                                  | 8.2                                                                                  | 9.6                                                                                  | 11.7                                                                                 | 11.4                                                                                 | 114.8                                                                                |
| Horas de sol                                                                         | 84.7                                                                                 | 124.9                                                                                | 171.5                                                                                | 192.7                                                                                | 218.9                                                                                | 255.8                                                                                | 282.2                                                                                | 273.8                                                                                | 218.2                                                                                | 164.7                                                                                | 103.8                                                                                | 102.0                                                                                | 2193.2                                                                               |
| Fuente: Meteociel                                                                    |                                                                                      |                                                                                      |                                                                                      |                                                                                      |                                                                                      |                                                                                      |                                                                                      |                                                                                      |                                                                                      |                                                                                      |                                                                                      |                                                                                      |                                                                                      |

## Población
Con una población, en 2012, de 23 744, Rodez tiene una densidad de población de 2123,8 habitantes/km².
| 5592 | 6233 | 6613 | 7352 | 9272 | 9685 | 10 936 | 10 280 | 10 877 | 11 856 | 12 037 | 12 111 | 13 375 | 15 333 | 15 375 | 16 122 | 16 303 | 16 105 | 15 502 | 15 386 | 14 201 | 15 150 | 16 195 | 18 450 | 20 437 | 20 383 | 20 924 | 23 328 | 25 550 | 24 368 | 24 701 | 23 707 | 24 289 |
| Para los censos de 1962 a 1999 la población legal corresponde a la población sin duplicidades (Fuente: INSEE [Consultar]) |      |      |      |      |      |        |        |        |        |        |        |        |        |        |        |        |        |        |        |        |        |        |        |        |        |        |        |        |        |        |        |        |

## Educación
- Institut national universitaire Jean-François Champollion

## Galería

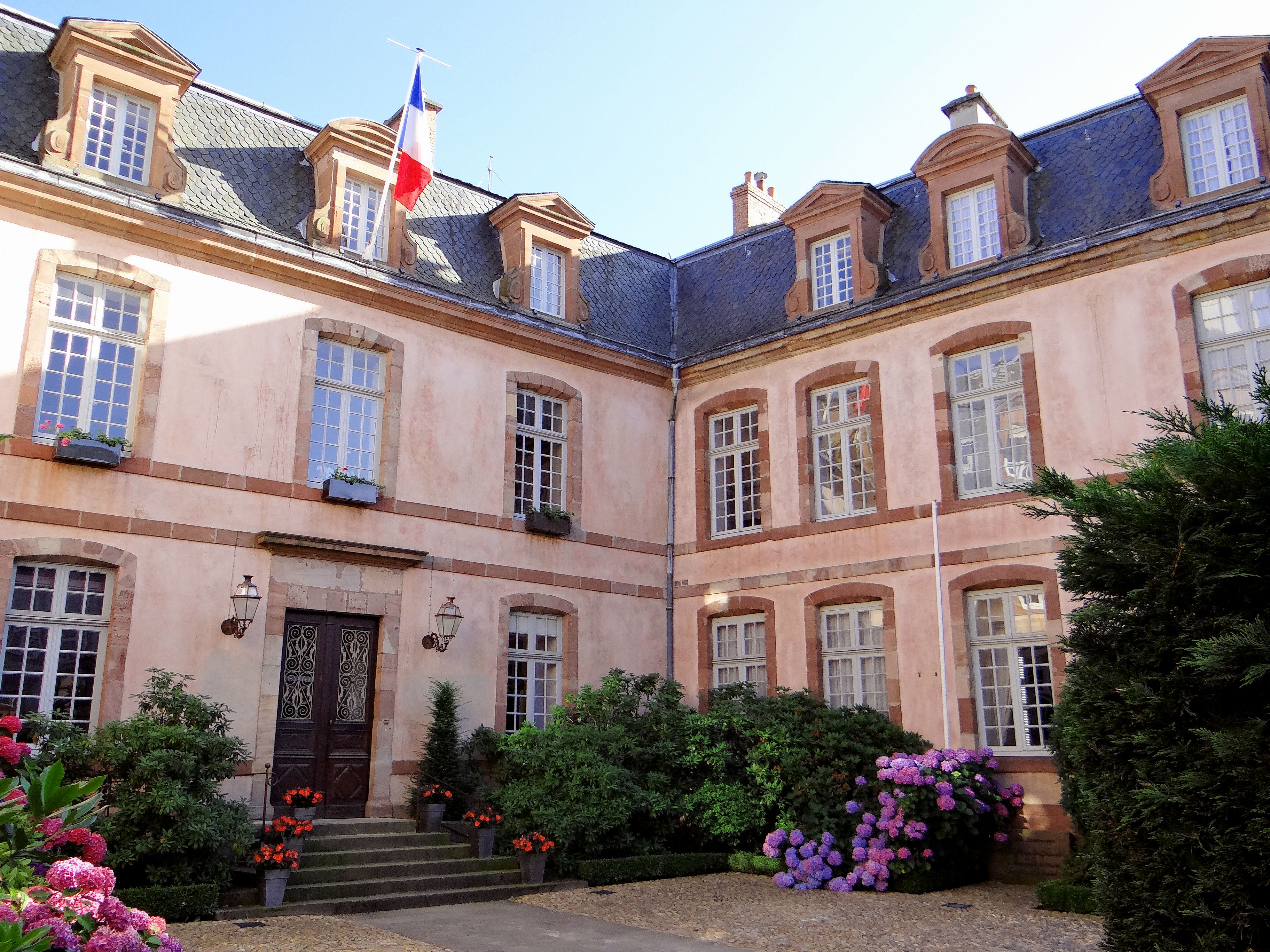
Prefectura de Aveyron
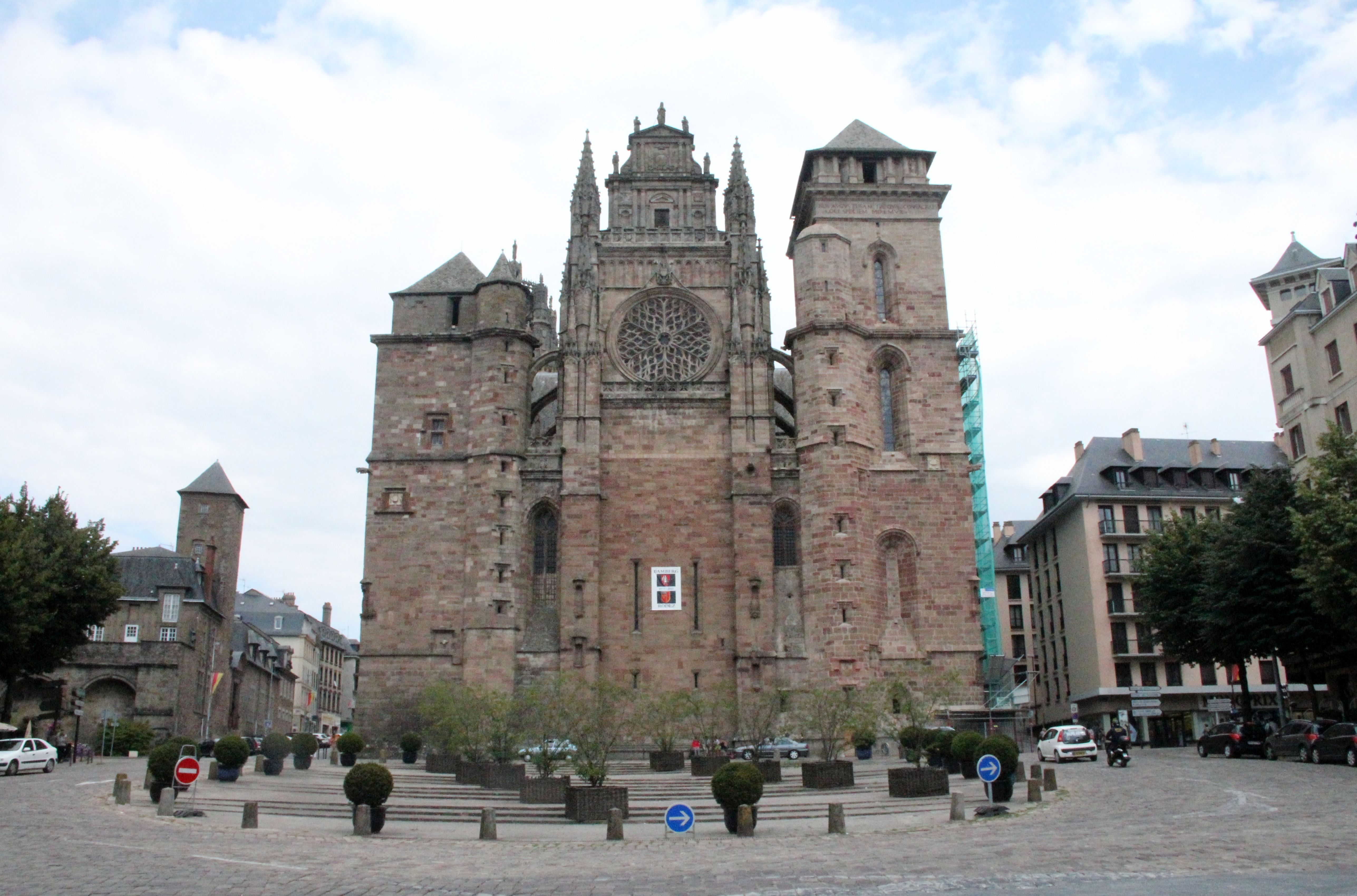
Catedral de Rodez
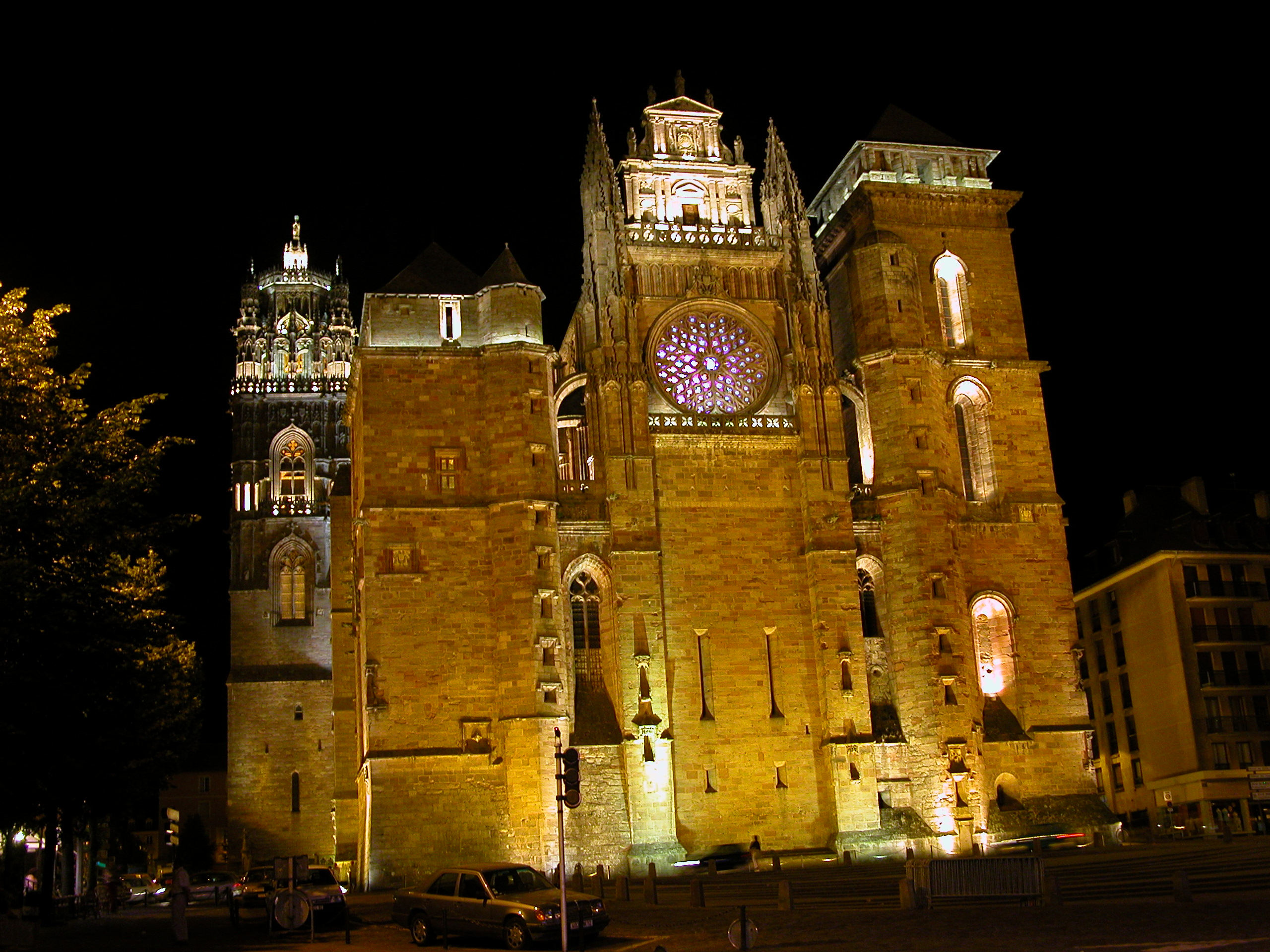
Catedral de Rodez de noche
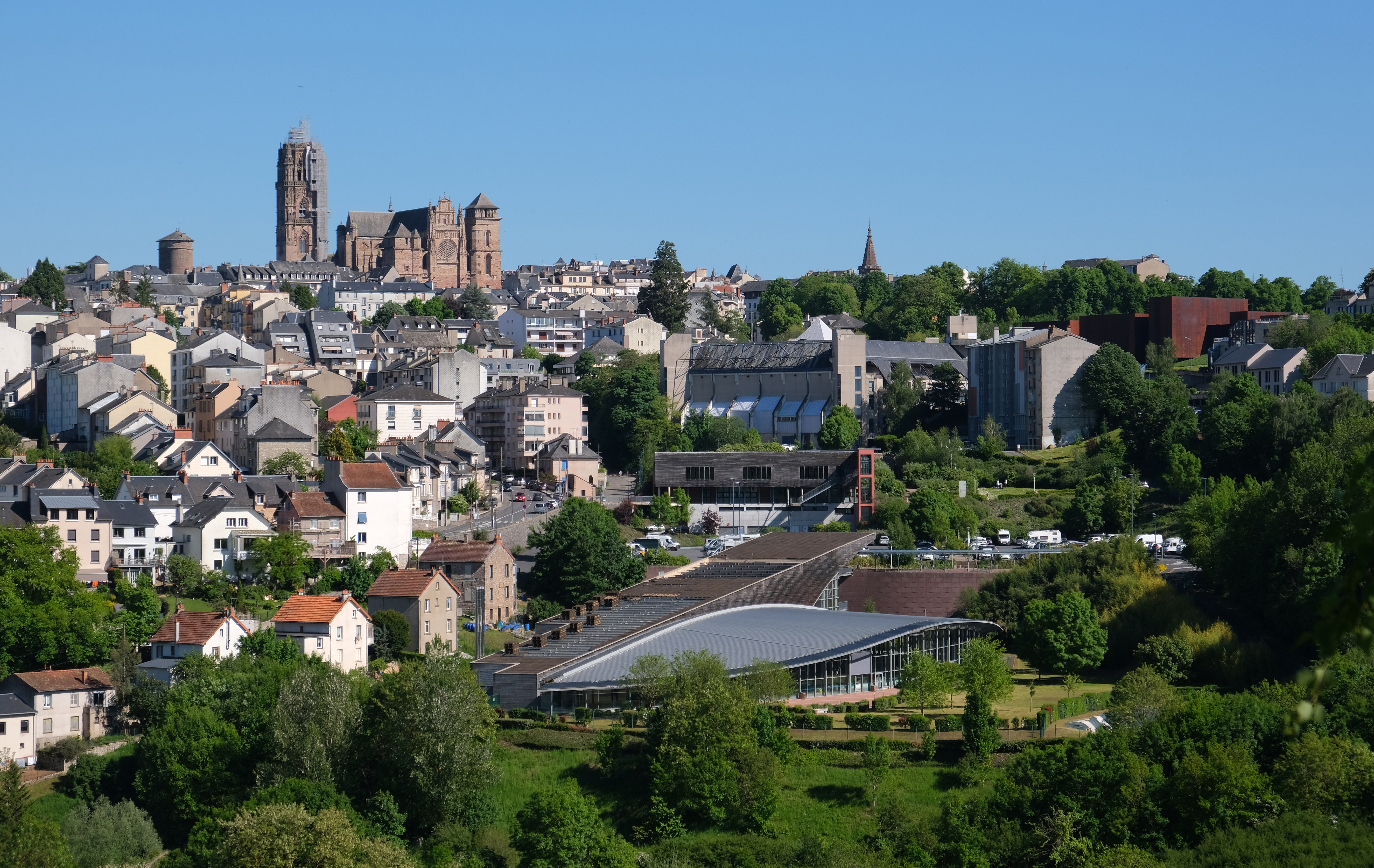
Panorámica de Rodez

## Deportes
El club de fútbol local es Rodez Aveyron Football. Se desenvuelve en el segundo nivel del fútbol francés, la Ligue 2. Su estadio es el Stade Paul-Lignon.

## Hermanamientos
- Bamberg (Alemania)[10]
- Pigüé (Argentina)
- F'dérik (Mauritania)